# Liste der Botschafter der Demokratischen Arabischen Republik Sahara in Osttimor

Die Westsahara (orange) und Osttimor (grün)

Die Botschaft der Demokratische Arabische Republik Sahara|Demokratischen Arabischen Republik Sahara in Osttimor befindet sich in Delta 1 in Dili, hinter dem Generalkonsulat von Polen.

## Hintergrund
Seit 2010 gibt es in Dili eine Botschaft der Demokratischen Arabischen Republik Sahara. Osttimor sieht bei den Bestrebungen nach Unabhängigkeit der Demokratischen Arabischen Republik Sahara Parallelen in der eigenen Geschichte und nahm daher diplomatische Beziehungen auf.

## Liste

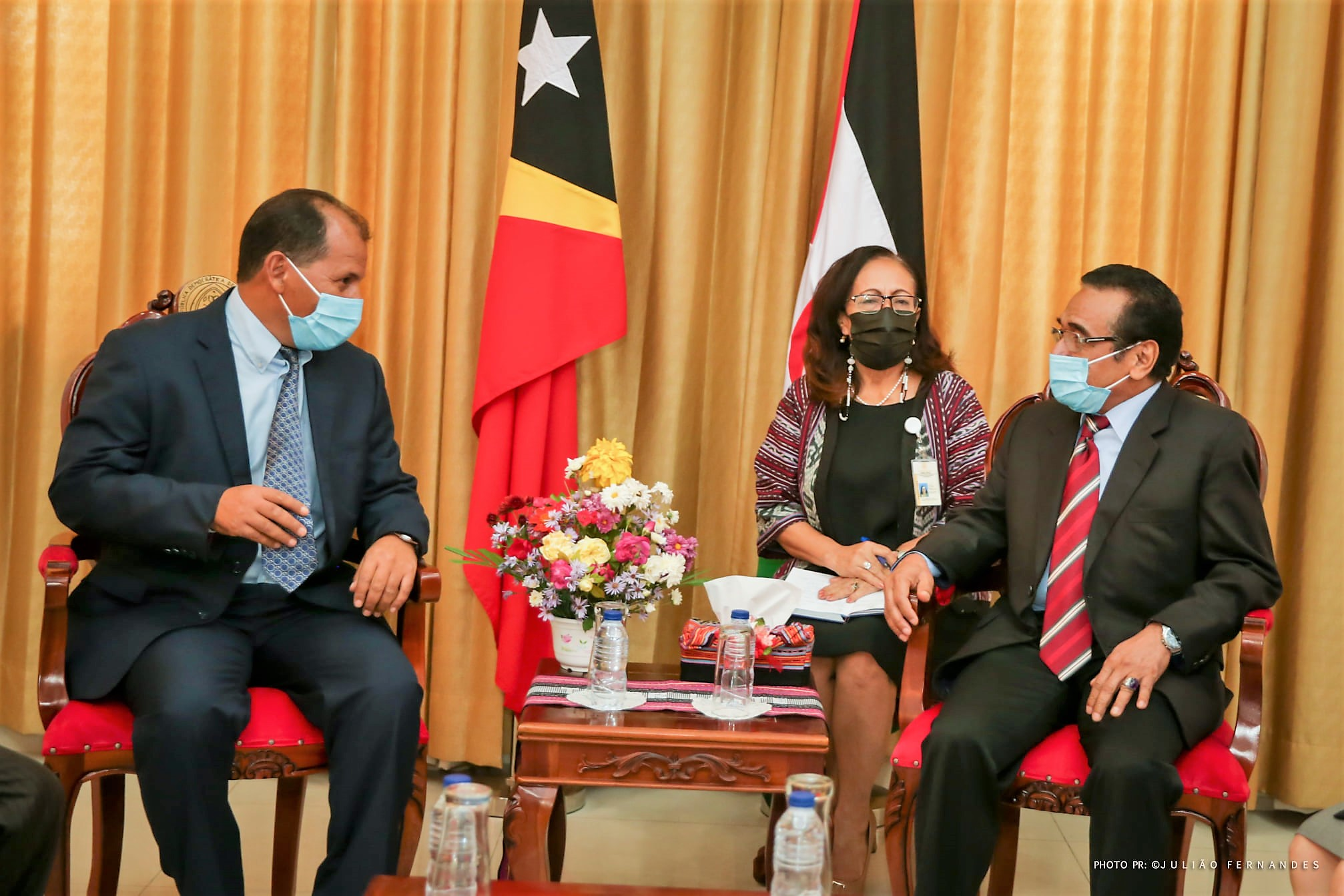
Botschafter Boibat Malainin Boibuat und Präsident Francisco Guterres (2021)

| Amtszeit            | Name                    | Bemerkungen                                                                  |
| ------------------- | ----------------------- | ---------------------------------------------------------------------------- |
| 2009–2010           | Mohamed Kamal Fadel     | Erster Botschafter der Demokratischen Arabischen Republik Sahara in Osttimor |
| 7. Juni 2010 – 2021 | Mohamed Salama Badi     |                                                                              |
| seit 2021           | Boibat Malainin Boibuat | Akkreditierung: 11. Juni 2021                                                |